# Leonidas Sambanis
Leonidas Sambanis (gr. Λεωνίδας Σαμπάνης; ur. 28 października 1971 w Korczy jako Luan Shabani) – grecki sztangista reprezentujący początkowo Albanię, trzykrotny reprezentant Letnich Igrzysk Olimpijskich (1996, 2000, 2004). Urodził się w Albanii w rodzinie etnicznych Greków. Jako reprezentant Albanii w mistrzostwach Europy zdobył pierwsze medale dla kraju.
W 1991 emigrował do Grecji, od 1993 roku reprezentował ten kraj. Wielokrotny reprezentant Grecji w podnoszeniu ciężarów.
W 2004 roku u zawodnika wykryto doping i zawieszono go na okres dwóch lat.